# Rosenkonfitüre

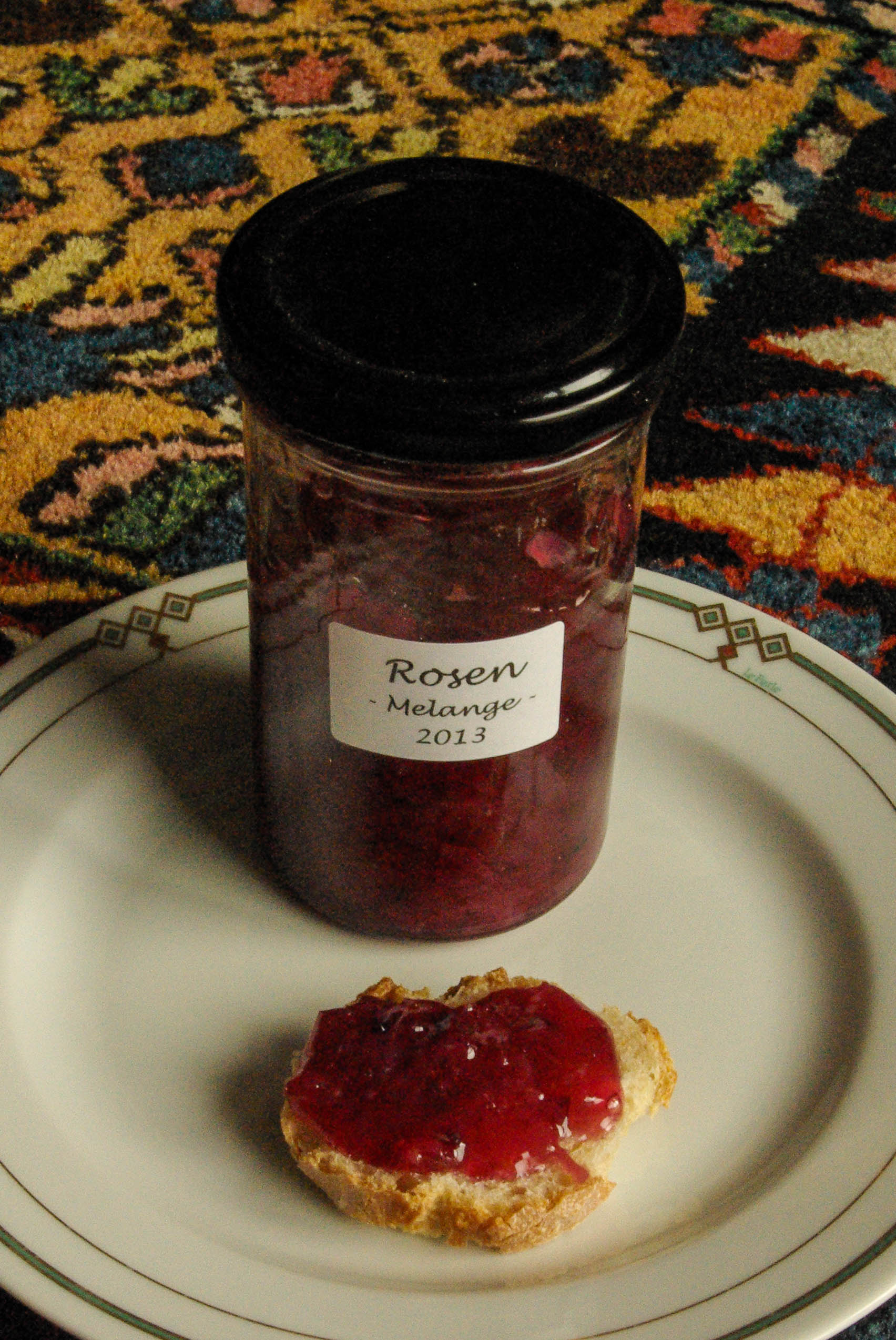
Rosenkonfitüre

Rosenkonfitüre ist eine Konfitüre, die aus Blütenblättern der Damaszener-Rosen hergestellt wird, indem sie in Zucker mazeriert werden; besonders beliebt im Mittleren Osten und dem Balkan.
Die französische Stadt Provins in der Champagne ist berühmt für ihre Rosenblätterkonfitüre. Ab dem 13. Jahrhundert wurden Rosenblätter aus Provins, Rozay-en-Brie und Umgebung nach ganz Europa verschifft und im Jahr 1310 wurde dem Erzbischof von Sens angeblich Rosenkonfitüre angeboten; Im 16. Jahrhundert stellten Konditoren in der Region zwischen dem 15. September und dem 15. Oktober ein aromatisiertes Gelee mit Rosenblättern her.
1613 beschrieb Jacobus Theodorus Tabernaemontanus im zweiten Band von Neuw vollkommentlich Kreuterbuch verschiedene Zubereitungen von Rosenblüten, die als Vorläufer einer Konfitüre betrachtet werden können: Rosensirup, Rosenzucker oder Rosen-Latwerge. Der Rosensirup war (etwa als lateinisch Sirupus rosatus) auch schon im Mittelalter bekannt.